# 바이패스 도로

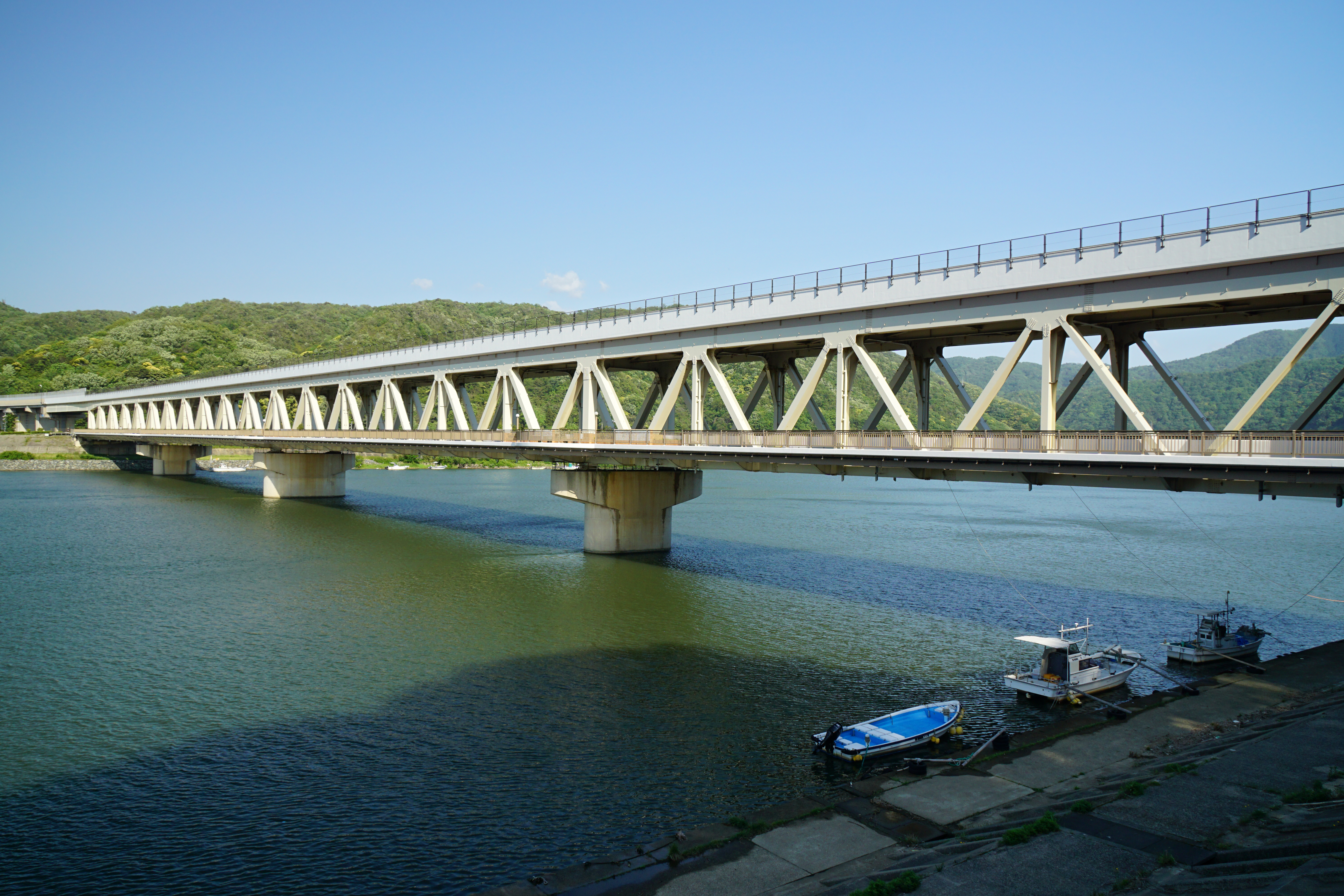
고쓰 바이패스 일대이다. 해당 바이패스는 일본 9번 국도에 놓여 있는 것으로 드러나고 있다.

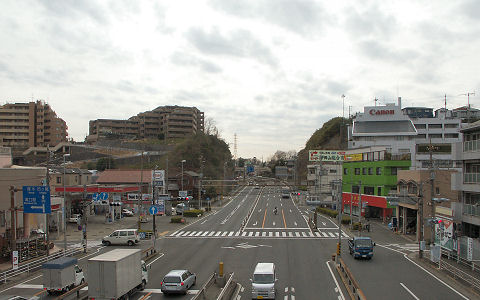
도쿄·요코하마 바이패스 (일본 246번 국도로 전용되어 있는 바이패스)

바이패스 도로(Bypass, 일본어: バイパス道路)는 시가지 일대와 비슷한 혼잡 구간들을 우회하거나, 고개 또는 산간 지대 등과 같이 도로가 협소해지게 되는 구간을 쉽게 접촉하기 위해 빨리 접근시켜 줄 수 있는 도로망이다. 보통 도로 체계를 보면 요금소 또는 나들목, 유료도로 등과 같은 것으로 생각되고 있는 경우가 많지만, 실질적으로 보면 우회 도로(迂廻道路)라고 표현되는 경우가 많은 것이 일반적이다. 일본에서의 주요 간선도로들인 국도, 도도부현도, 시정촌도, 주요 지방도, 고속도로 등도 교차로 역할을 수행하고 있는 것들이 주류를 이룬다. 그래서 00 우회도로 혹은 00 우회라고 표현되기도 하며, 약칭은 바이패스(バイパス) 또는 BP라고 일컫는다. 참고로 영어권 국가에서는 트럭만 다니게 되는 도로인 트럭 전용도로라는 이칭을 가지고 있다.

## 기능
바이패스 도로는 본디의 도심부와 산간부 일대에서의 기존 도로가 지속적으로 정체, 지체 및 병목 현상을 완화할 수 있는 장점을 가지고 있다.

## 같이 보기
- 순환선
- 포르모자 고속공로